# Ongina
L'Ongina est un torrent de la province de Plaisance qui prend sa source dans les Colli Piacentini. Il est sous-affluent du Pô par l'Arda et fait confins avec la province de Parme.

## Géographie
Le fleuve mesure 36 km de longueur.

## L'Ongina de Verdi
En 1987, le journaliste et écrivain piacentin, directeur du Corriere della Serra, Alberto Cavallari, a publié dans la Repubblica un article consacré à Giuseppe Verdi dans lequel il décrit l'Ongina dans ces termes :

« Per noi, nati nel Ducato di Parma e Piacenza, il fiume sacro è l'Ongina. E' un rigagnolo, un canale, nemmeno un torrente che scorre nella Padania felix dalle parti di Busseto, e si getta nel Po proprio dove cominciano i terreni legati a Sant'Agata, appartenuti al cavalier Verdi Giuseppe, di professione agricoltore e musicista, come il cavaliere si definiva. L'Ongina è solo una pisciatina d'acqua tra i pioppi, cascine, nebbie, zanzare, argini, rane, anguille, stoppie d'estate, pantani d'inverno, brine, papaveri, pianura con battelline sul fiume all'orizzonte. Ma per noi è un Nilo, un Tevere, un Piave, una Senna, un Reno, un Mississippi, una Moscova, un Tamigi, un Tigri, un Eufrate. »

Giuseppe Verdi a en effet passé la majeure partie de sa vie entre les Roncole, Busseto et Sant'Agata. Pour Alberto Cavallari, l'Ongina est la frontière entre ce triangle et le reste du monde.